# 205e brigade de fusiliers motorisés
La 205e brigade de fusiliers motorisés « kazatcha » (en russe : 205-я отдельная мотострелковая казачья бригада, abrégé en russe : 205 омсбр) est une brigade d'infanterie mécanisée des forces terrestres russes (numéro d'unité militaire 74814).
Le régiment fait partie de la 49e armée interarmes du district militaire sud, basée dans la ville de Boudionnovsk, dans le kraï de Stavropol.

## Historique
La 205e brigade de fusiliers motorisés mixte est formée sur la base de la directive du ministre de la Défense de la fédération de Russie n ° 314/12/0198 du 17 mars 1995, officiellement pour « accomplir les tâches de rétablissement de l'ordre constitutionnel et de désarmement des gangs illégaux sur le territoire de la république tchétchène ». La 167e brigade de fusiliers motorisés mixte (unité militaire 29709, Tchebarkoul, oblast de Tcheliabinsk) et le 723e régiment de fusiliers motorisés de la Garde de la 16e division de chars de la Garde (en) (unité militaire 89539, Tchaïkovski, kraï de Perm) ont servi de base à la formation de l'unité. La ville de Grozny est choisie comme point de déploiement initial. Le 2 mai 1995, jour de la fin de la formation de la brigade, devient depuis lors la date d'anniversaire de l'unité.
De mai 1995 au 23 novembre 1996, la 205e brigade de fusiliers motorisés mène des opérations militaires sur le territoire de la république tchétchène. Le 31 décembre 1996, le retrait de la brigade est totalement achevé.
Depuis le 20 janvier 1997, la 205e brigade est basée dans la ville de Boudionnovsk.
Sur ordre du ministre de la Défense, le 23 septembre 1998, la brigade reçoit le nom honorifique de « cosaque ».
En 1999, la brigade est engagée pour repousser l'invasion du Daghestan. Des combats ont notamment lieu dans les villages de Botlikh et de Karamakhi. Lors de la seconde guerre de Tchétchénie, les militaires de l'unité ont pris part à des combats dans les localités suivantes : Znamenskoïe, Grozny et Chami-Yourt.
Dans le cadre du conflit russo-tchétchène, environ 1 500 soldats et officiers de la brigade ont reçu des récompenses d'État. Cinq militaires de la brigade ont reçu le titre de héros de la fédération de Russie. La brigade a perdu 408 soldats dans les guerres en Tchétchénie et au Daghestan.
En 2022, la brigade participe à l'invasion russe de l'Ukraine. En mars 2022, selon le commandement ukrainien, des unités de la brigade ont pris part aux combats dans les régions de Zaporijjia et de Marioupol. Le 6 juin 2023, des responsables ukrainiens affirment que la brigade est responsable de la destruction du barrage de Kakhovka. Depuis lors, l'unité a admis son implication sur sa page Telegram.
Fin juin 2023, le régiment apporte son soutien au groupe Wagner, auteur d'une rébellion contre les Forces armées russes les 23 et 24 juin. Cette unité avait déjà fait parler d'elle à l'été 2022, lorsque la 205e brigade et la 11e brigade d'assaut aéroportée, d'environ un millier d'hommes chacune, ont fait état en tout de plus de 378 soldats, sous-officiers, et officiers réfractaires, refusant de poursuivre le combat en Ukraine.

## Composition
- Gestion d'unité,
- 1er bataillon de fusiliers motorisés,
- 2e bataillon de fusiliers motorisés,
- 3e bataillon de fusiliers motorisés,
- Bataillon de chars,
- 1er bataillon d'artillerie d'obusiers automoteur,
- 2e bataillon d'artillerie d'obusiers automoteur,
- Bataillon d'artillerie de roquettes,
- Bataillon d'artillerie antichar,
- Bataillon de missiles antiaériens,
- Bataillon de missiles antiaériens et d'artillerie,
- Bataillon de reconnaissance,
- Bataillon du génie,
- Bataillon de contrôle (communications),
- Bataillon de réparation et de maintenance,
- Bataillon logistique,
- Compagnie de fusiliers (snipers),
- Compagnie de drones,
- Compagnie de protection NRBC,
- Compagnie de guerre électronique,
- Batterie de contrôle et de reconnaissance d'artillerie (chef d'artillerie),
- Compagnie de commandant,
- Compagnie médicale,
- Peloton de contrôle et de reconnaissance radar (chef de la défense aérienne),
- Peloton de contrôle (chef du service de renseignement),
- Peloton d'instructeurs,
- Peloton d'entraînement,
- Polygone militaire,
- Fanfare militaire[13].

## Commandants
- Lieutenant-colonel (promu colonel en juin 1995 et major général en 1996) Valeri Nazarov (mai 1995-janvier 1997)
- Colonel Sergueï Michanine (janvier 1997-?)
- Major général Sergueï Derepko (?-?)
- Major général Sergueï Touline (juillet 2000-?)
- Major général Sergueï Istrakov (2002-2003)
- Major général Alexandre Lapine (2004-2006)
- Major général Konstantine Kastornov (2006-2008)
- Major général Grigori Tiourine (2008-2011)[14]
- Major général Andreï Ivanaïev (2011-2012)[14]
- Major général Vladimir Donskikh (2012-2015)
- Colonel (promu major général en décembre 2016) Oleg Tsokov (2015-2018)
- Colonel Nikolaï Lega (2018-2019)
- Colonel Dmitri Ovcharov (2019-mai 2021)
- Colonel Edouard Chandoura (mai 2021-2022)[15]